# Fleury-devant-Douaumont
Fleury-devant-Douaumont è un comune francese disabitato situato nel dipartimento della Mosa nella regione Grand Est.

## Storia
Questo comune non possiede alcun abitante. È infatti uno dei sei villaggi francesi completamente distrutti durante la prima guerra mondiale e che non sono stati mai ricostruiti. Alla fine delle ostilità venne dichiarato "Villaggio morto per la Francia" e si decise di conservare questo comune in memoria di quei tragici avvenimenti. Oggi il comune è un parco dedicato alla memoria della battaglia di Verdun.

### Simboli
Lo stemma è stato adottato dal comune nel gennaio del 2016.
La garitta di vedetta rappresenta la casaforte distrutta nel 1246 dalle milizie di Verdun. L'azzurro e le stelle sono simboli mariani e rappresentano la cappella eretta nel 1934 sul sito della chiesa di San Nicola, rasa al suolo nel 1916. Questa cappella è, dal 1979, dedicata alla Madonna d'Europa simbolo di pace e riconciliazione.
I fiori di violetta richiamano il nome del paese, Fleury, e alludono inoltre a santa Fina da San Gimignano (1238-1253) un'adolescente toscana, malata e molto pia: si narra che alla sua morte, delle violette siano fiorite sulle torri della città e sulla sua tomba. Nel territorio del comune si trova una cappella campestre dedicata a santa Fina.

## Monumenti e luoghi d'interesse
- Fort de Souville

## Società

### Evoluzione demografica
Abitanti censiti